# パンクラチウム
パンクラチウム（学：Pancratium）はヒガンバナ科に含まれる球根植物の一つ。またはパンクラチウム属に含まれる植物の総称。パンクラティウム、パンクラチュームとも呼ばれる。

## 特徴
原産地はスリランカのセイロン島だが、地中海沿岸地域にも帰化している。17世紀、ヨーロッパが香辛料を求め航海中に発見された花だとされている。わが国には昭和初期頃に渡来した花である。開花期は初夏にかけてであり、花色は白色のみで、芳香性がある。耐寒性に乏しいため、日本では越冬対策（霜よけ）等を行わないと枯死してしまう。暑さには比較的強いが、高温多湿の気候には弱く、常緑性であるが落葉してしまう場合もある。繁殖方法として、無性生殖の株分け、分球で増やせる。実生でも可能だが、開花まで3〜4年を要する。

## 名称について
名称の由来として、ディオスコリデスが、ある球根植物に用いたギリシャ古名の「 pankration」に由来する。pan（全て）＋ kratus（力）の合成語で、薬効があると考えられたことにちなむ。種小名のMaritimumは、「海浜性の、海岸性の」という意味があり、海の沿岸に自生していたことにちなむ。

## 種
ここでは有名な種を掲載する。出典元はこちら。
- パンクラチウム・アラビカム

　（Pancratium arabicum）
- パンクラチウム・イリーリカム

　（Pancratium illyricum）
- パンクラチウム・カナリエンス

　（Pancratium canariense）
- パンクラチウム・シッケンベルゲリ

　（Pancratium sickenbergeri）
- パンクラチウム・ゼイラニカム

　（Pancratium zeylanicum）
- パンクラチウム・パルブム

　（Pancratium parvum）
- パンクラチウム・フェティドゥム

　（Pancratium foetidum）
- パンクラチウム・マリティマム

　（Pancratium maritimum）
- パンクラチウム・マキシマム

　（Pancratium maximum）

## ギャラリー

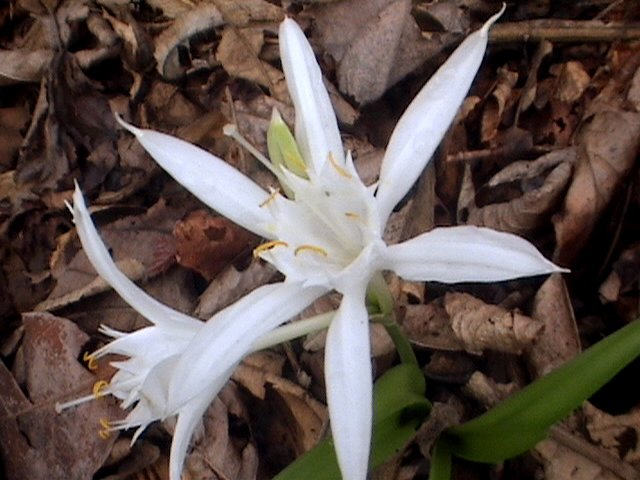
パルブム種
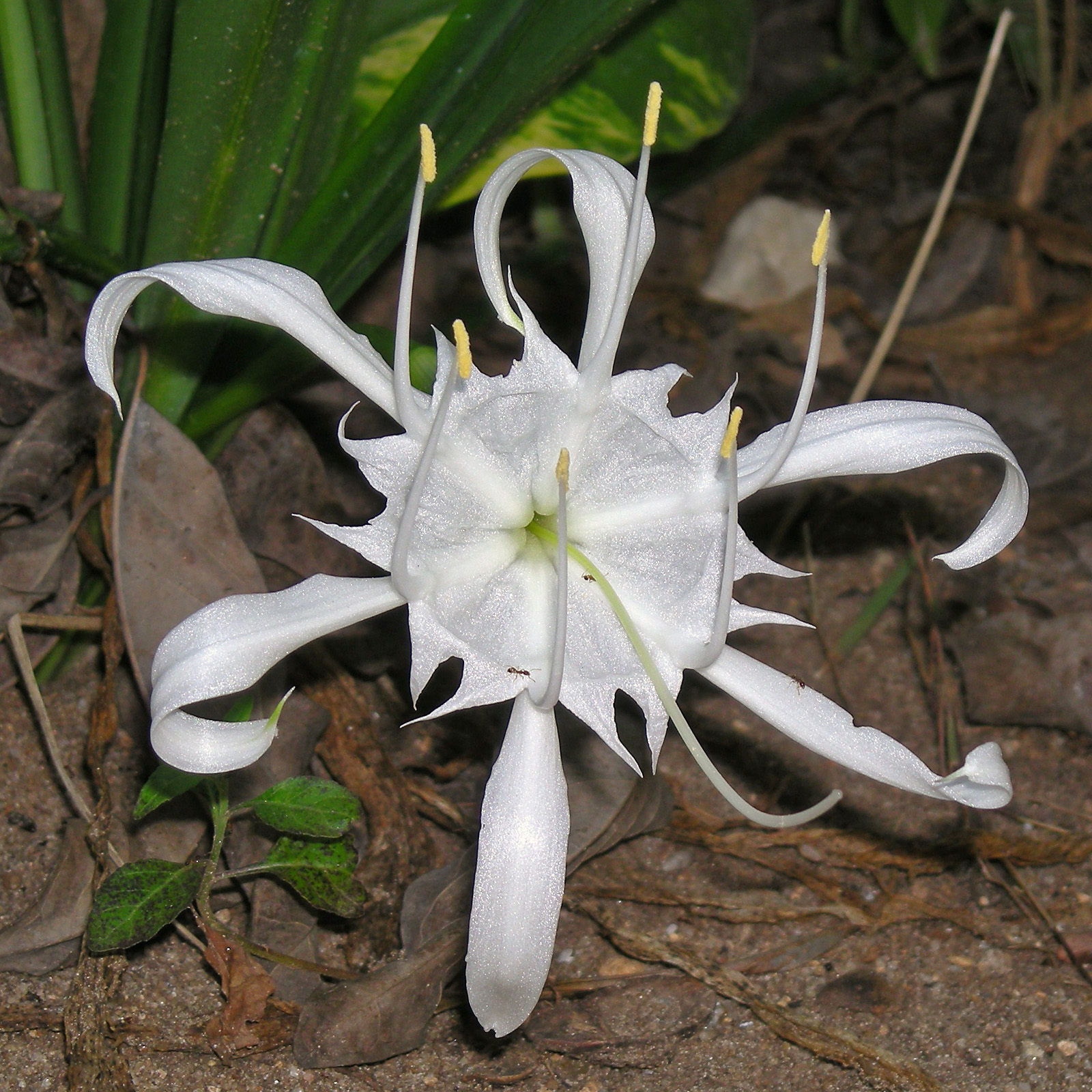
ゼイラニカム種
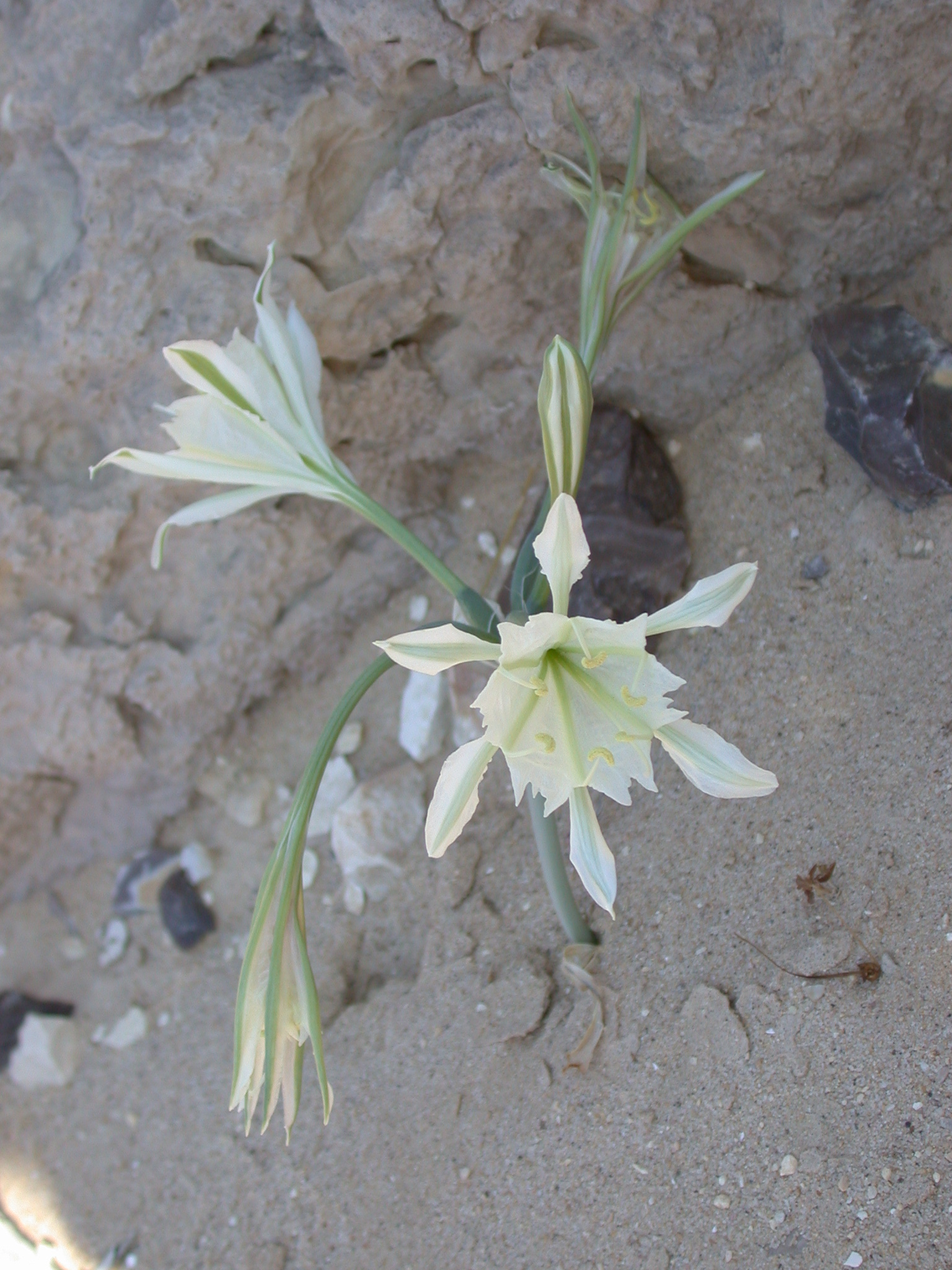
シッケンベルゲリ種
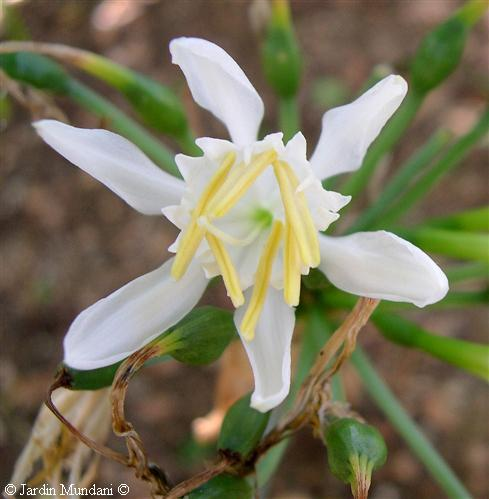
カナリエンス種
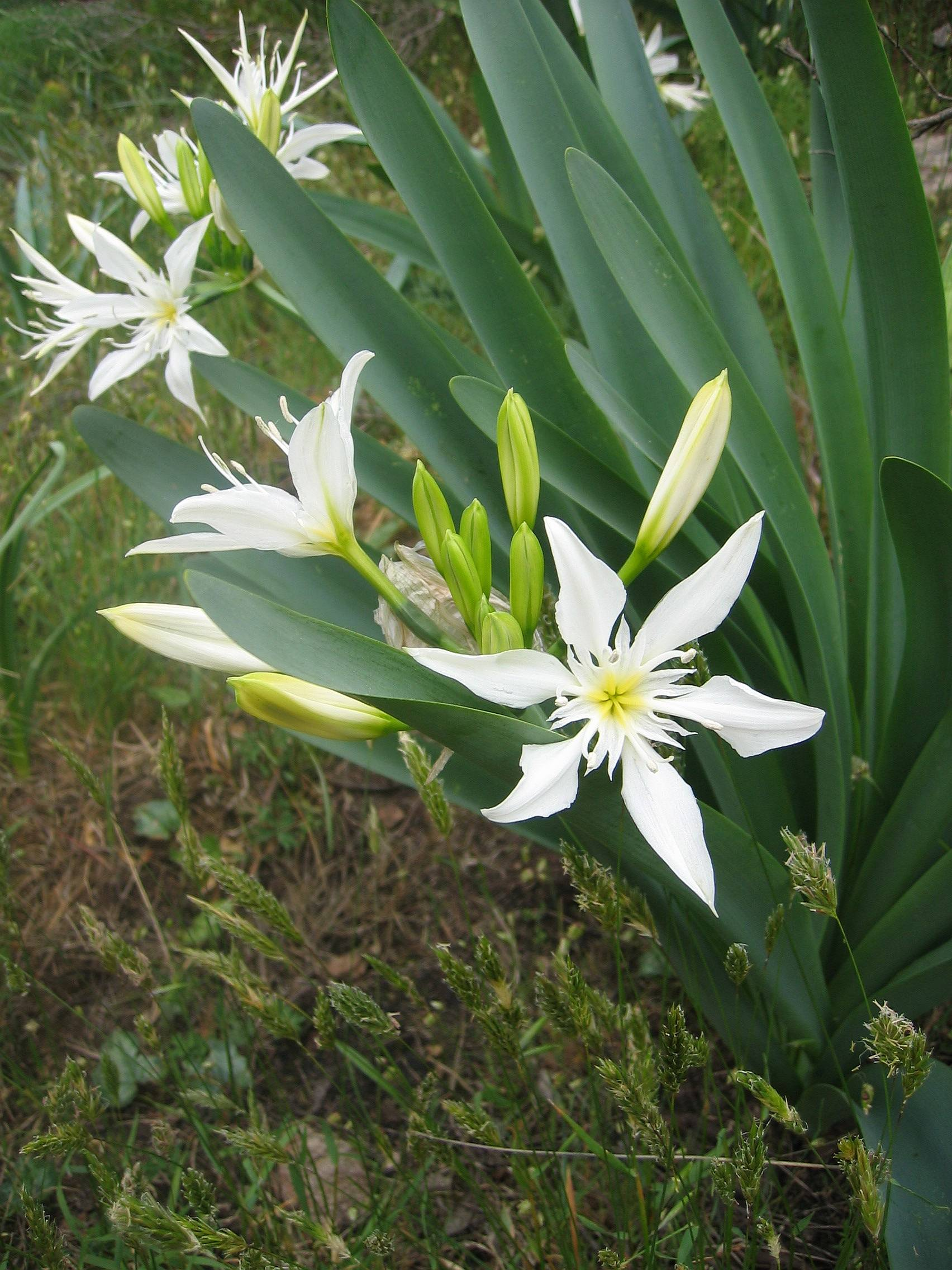
イリーリカム種